# Матч за звання чемпіона світу із шахів 2024
Матч за звання чемпіона світу із шахів 2024 (59-й в історії шахів) — матч між діючим чемпіоном Діном Ліженєм (КНР) та Переможець турніру претендентів 2024 Доммараджу Гукеш (Індія) за звання чемпіона світу із шахів.